# Meindert Hobbema
Meindert Hobbema (Amsterdam, 31 d'octubre de 1638 - Amsterdam, 7 de desembre de 1709) va ser un pintor paisatgista neerlandès alumne i amic de Jacob van Ruisdael.

## Biografia
Batejat com Meindert Lubbertsz el 31 d'octubre de 1638, va ingressar en l'orfenat municipal als quinze anys. El 1657 se'l documenta al taller de Jacob van Ruisdael, al qual podria haver arribat un parell d'anys abans. L'any 1661 va viatjar en companyia de Ruisdael per Veluwe, Deventer i Ootmarsum, fins a Alemanya. Les seves primeres obres conegudes, datades entre 1658 i 1661, mostren estreta dependència de Ruisdael, sense desconèixer d'altres possibles influències de Salomon van Ruysdael i de Cornelis Vroom.
El 25 d'octubre de 1668, prop dels trenta anys, va contreure matrimoni amb Eeltje Pieters a l'Oude Kerk o Església vella d'Amsterdam. Testimonis del matrimoni van ser el germà de la núvia, Cornelius Vinck i Jacob van Ruisdael. El mateix any va començar a treballar com a inspector de la duana municipal. Aquest treball, que va mantenir fins a la seva mort, ho va apartar sobre manera de la pintura, encara que la que és la seva obra més cèlebre i on es manifesta un concepte nou del paisatge, L'avinguda de Middelharnis de la National Gallery de Londres, es data el 1669. Els personatges de les seves pintures eren sovint el treball d'altres pintors com Adriaen van de Velde, Nicolaes Berchem o Johannes Lingelbach. Del matrimoni d'Hobbema van néixer quatre nens, entre 1668 i 1673. El 1704 Eeltje va morir i va ser enterrada en la secció dels pobres del cementiri de Leiden a Amsterdam. El mateix Hobbema li va sobreviure cinc anys, fins a desembre de 1709.

## Galeria

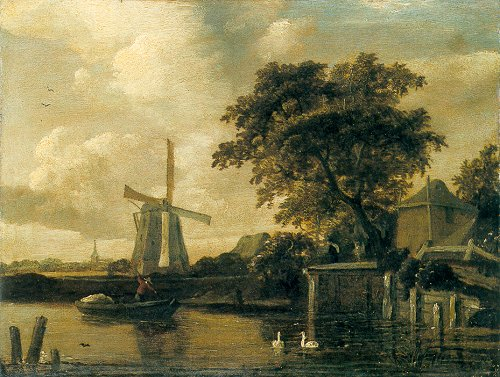
Molí a la vora del riu (1659-1660).
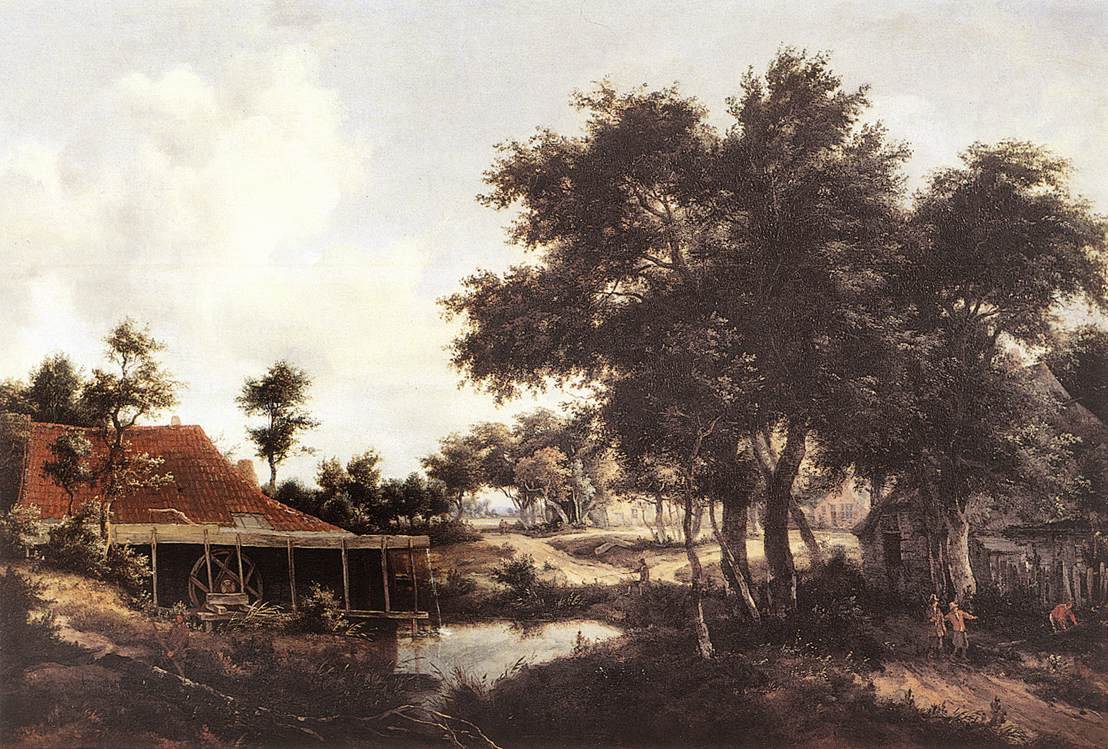
Molí d'aigua (1663-1665).
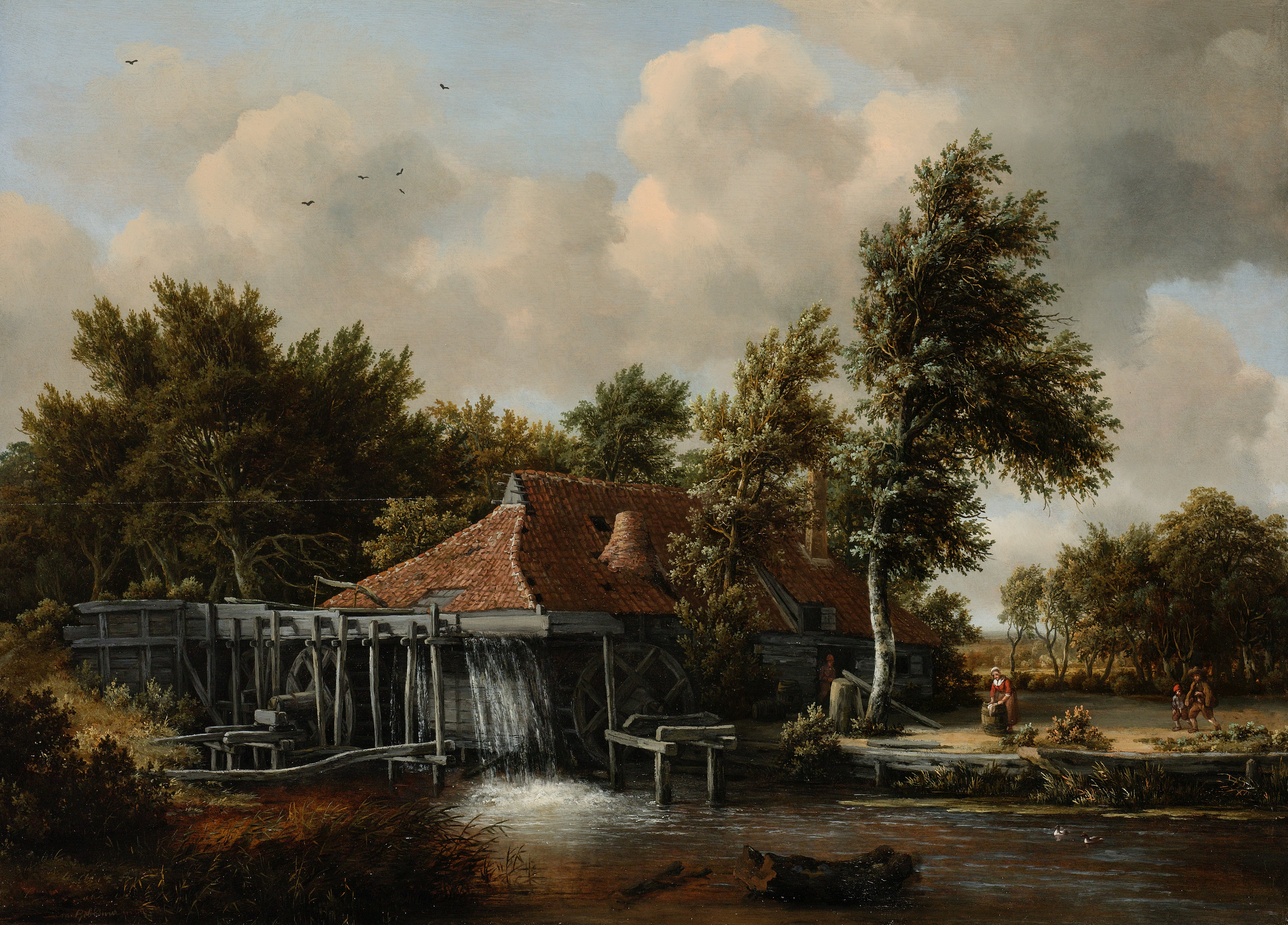
Molí d'aigua (1665-1668).
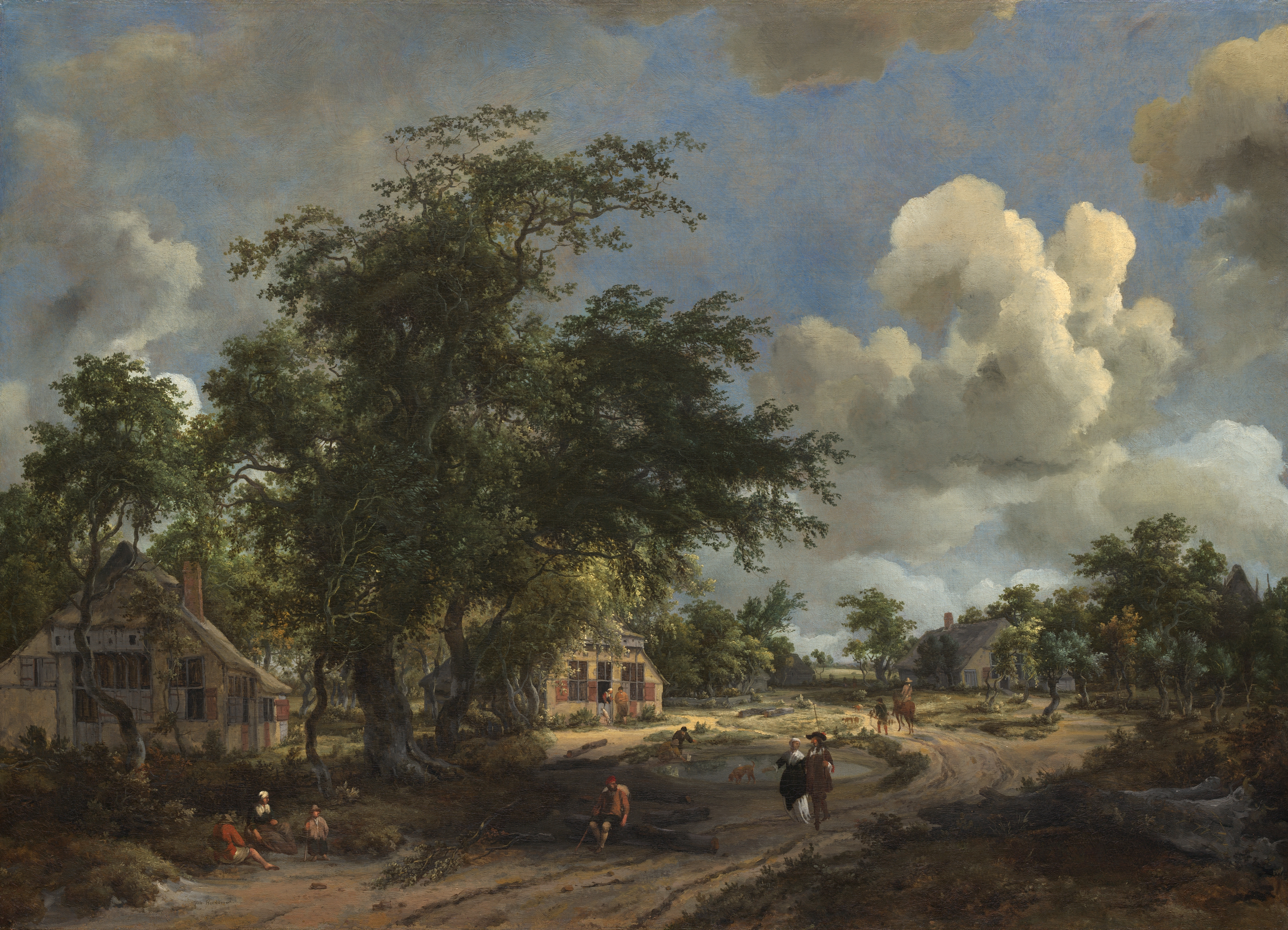
Vista del camí (1665).